# 李建国
李 建国（り けんこく、1946年4月 - ）は中華人民共和国の政治家。第18期中国共産党中央政治局委員、第11・12期全国人民代表大会常務委員会副委員長、2013年3月から中華全国総工会主席。
第14期中央候補委員、第15-18期中央委員。

## 経歴
1946年、山東省鄄城県に生まれる。山東大学中文学系卒業。1971年6月に中国共産党入党。大学卒業後、天津市の党と市当局に加わり、天津市寧河県文教局、寧河県党委員会宣伝部、天津市農業委員会宣伝処、天津市党委弁公庁で勤務した。また、天津市党委前書記李瑞環の秘書兼「大番頭」を務めた。李瑞環が党委書記を務めていた1980年代の天津市にあって出世を続け、天津市党委弁公庁弁公室副主任、弁公庁副主任、主任、天津市党委副秘書長兼弁公庁主任、天津市党委常務委員、秘書長を歴任し、のち天津市和平区党委書記に転じ、一年の後に天津市党委副書記に昇進した。
1997年8月、51歳のときに陝西省党委書記に任命、1998年1月に陝西省人民代表大会常務委員会主任に選出され、それからの10年間は陝西省で過ごした。2007年3月に党中央は、還暦を迎えた建国を故郷の山東省に異動させ、山東省党委書記に任命した。一年後、第11期山東省人民代表大会常務委員会主任に任ぜられた（2009年2月まで）。
2008年3月15日、第11期全国人民代表大会第1回会議において常務委員会副委員長兼秘書長に選出され、国家指導者の一員となった。
2012年11月15日、第18期中央委員会第1回全体会議において、党中央政治局委員に昇進した。
2013年3月1日、中華全国総工会第15期執行委員会第7回全体会議で中華全国総工会主席に選出された。同年3月14日、第12期全人代第1回会議において常務委員会副委員長に再選出され秘書長職を外れた。